# Михаил Шкапски
Михаил Андреевич Шкапски (на руски: Михаил Андреевич Шкапский) е руски офицер, генерал-майор. Участник в Руско-турската война (1806 – 1812).

## Биография
Михаил Андреевич Шкапски е роден през 1754 г. в семейството на обер-офицер от Московска губерния, който получава дворянско достойнство. Ориентира се към военното поприще. Постъпва на служба като редник в конния ескадрон на Московския легион, откъдето е прехвърлен в Сибирския драгунски полк (1770).
Бойното му кръщене е при потушаването на въстанието на Емелян Пугачов (1773 – 1774). В състава на Кабардинския мускетарски полк се бие срещу планинците зад река Кубан. Присвоено му е първо офицерско звание прапорщик от 21 април 1778 г.
Участва в Руско-турската война от 1787 – 1792. В състава на Владимирския мускетарски полк се проявява в битката за Анапа. Служи в Нижнегородския мускетарски полк.
Участва в потушаването на Косцюшкото въстание в Полша (1794).
Участва във войната на Втората антинаполеоновска коалиция срещу Франция в швейцарския поход на корпуса на генерал-лейтенант Александър Римски-Корсаков. Ранен е в битката при Шафхаузен (1799). Награден е с орден „Свети Георги“ IV степен (1803).
Във войната на Третата и Четвъртата антинаполеоновски коалиции срещу Франция (1805 – 1807) се отличава в битките Аустерлиц (1805), Прейсиш-Ейлау и Фридланд (1807). Назначене за почетен командир на Староосколския мускетарски полк от 27 януари 1808 г.
Участва в Руско-турската война (1806 – 1812). Командир на отряд при второто превземане на Ловеч на 31 януари 1811 г. Завършва войната с превземането на Русе, за което му е присвоено военно звание генерал-майор от 18 юли 1811 г. Награден е със златно оръжие „За храброст“ (1811).
В отразяването на нападението на Наполеон Бонапарт срещу Русия е командир на 2-ра бригада от 22-ра пехотна дивизия. Проявява се в битките при Любом, Владимир-Волински и Ковел (1812).
Участва във войната на Шестата антинаполеоновска коалиция срещу Франция (1813 – 1814). Отличава се в битките при Люблин, Ченстохов, Бреслау, река Кацбах и Лайпциг. Награден е с орден „Свети Георги“ III степен. Заболява тежко след обсадата на Майнц (1814). Умира от паралич на 10 юли 1815 г.